# پل هارفورد
پل هارفورد (انگلیسی: Paul Harford؛ زادهٔ ۲۱ اکتبر ۱۹۷۴) فوتبالیست اهل بریتانیا است.
از باشگاه‌هایی که در آن بازی کرده‌است می‌توان به باشگاه فوتبال آرسنال، باشگاه فوتبال بلکبرن روورز، باشگاه فوتبال آلدرشات تاون، باشگاه فوتبال ویگان اتلتیک، باشگاه فوتبال شروزبری تاون، باشگاه فوتبال فارن‌بورو، و باشگاه فوتبال ساتون یونایتد اشاره کرد.